# Magnolia zenii
Magnolia zenii es una especie arbórea de la familia de las magnoliáceas. Es endémica de China y se encuentra solo en la provincia de Jiangsu.
En la Lista Roja de la Unión Internacional para la Conservación de la Naturaleza (UICN), Magnolia zenii se encuentra clasificada como una especie en peligro crítico de extinción, pues existe una población de no más de 20 ejemplares en las faldas del monte Baohua, de acuerdo a una evaluación del 2012.